# Liguilla Pre-Libertadores de Chile
La Liguilla Pre-Libertadores o Liguilla para Copa Libertadores fue una mini liga de fútbol jugado en Chile con el objetivo de obtener el segundo (hasta 1998) o tercer representante (desde 1999) chileno para la Copa Libertadores.
Se conformó en la temporada 1974, sin embargo no fue implementada en los torneos de 1984, 1997 y 1999 y fue descontinuada entre los años 2002 - 2009, 2011 - 2012, se jugó hasta 2014. El primer antecedente de esta Liguilla fue la definición Pre-Libertadores 1968 o definición por el vicecampeonato, de dicho año.
A lo largo de su historia para definir los cupos internacionales, la cual, clasifican los mejores equipos ubicados al final del campeonato, excluyendo al campeón, se han empleado distintas modalidades como por ejemplo el formato todos contra todos o eliminación directa por llaves. El número de participaciones también ha variado con el transcurso de cada campeonato ya que generalmente se ha jugado entre cuatro conjuntos, en algunas temporada el número fue seis.
La Liguilla Pre-Libertadores se descontinuó en el año 2001, ya que desde 2002 se determinó que clasifican directamente a la Copa Libertadores los campeones de los torneos de Apertura y Clausura, mientras que el tercer cupo se obtiene mediante otras modalidades de clasificación, como por ejemplo, la mejor posición en la fase regular.
En 2010, la liguilla volvió a disputarse debido a la decisión de la ANFP de adoptar un torneo anual, debido al terremoto del 27 de febrero.
Sin embargo,  por los cambios de reglamento impuestos por la ANFP en el calendario 2013, la Liguilla Pre-Libertadores volvió a disputarse al finalizar el Torneo de Apertura 2013 y tuvo como premios cupos para la Copa Libertadores 2014 y Copa Sudamericana 2014.

## Historia
El primer torneo de esta categoría fue inaugurado en 1974. Otorgaba al campeón, el segundo cupo para la Copa Libertadores, agrupaba a los equipos clasificados que se ubicaban entre el 2º y el 5º lugar de la tabla anual utilizando el sistema todos-contra-todos en partidos de ida y vuelta. Todos sus partidos fueron programados para disputarse en el Estadio Nacional, aunque de vez en cuando se utilizaron otros estadios, en el caso de equipos de provincias, que no fuese el máximo coliseo deportivo como son la temporada de 1976, 1980, 1985, 1988 y 1989.
En 1984 la liguilla se suspende y no se disputa, por el amplio calendario decretado por la ACF, siendo reemplazado por los finalistas de la Copa Chile de ese año. En 1985 debido a la complejidad de la Liguilla Pre-Libertadores 1985 que resultaron dos ganadores que representaron a Chile en la Copa Libertadores 1986: Universidad Católica y Cobresal. Este último, subcampeón del torneo nacional de 1984, clasificó a través de una definición con Cobreloa, campeón del torneo nacional de 1985.
Para las temporadas de 1988 y 1989 se introduce por primera vez el sistema de eliminación directa por llaves, por el cual, los equipos clasificados de acuerdo a su posición final, se enfrentaban en partidos de ida y vuelta.
Entre 1991 y 1993 se disputó una fase previa denominada Pre-Liguilla Libertadores en donde los equipos debían clasificar en partidos de ida y vuelta su clasificación.
En el torneo jugado en 1990, la ANFP opta por volver a jugar con el formato original de las primeras liguillas y siendo el Estadio Nacional el recinto deportivo por excelencia para su disputa. Este formato duro hasta la temporada de 1995.
La liguilla de 1991 otorgó un segundo cupo a un torneo internacional, este recaía en el equipo que finalizara en la segunda ubicación del minitorneo y clasificaba a la extinta Copa Conmebol creada en ese año. Además entre ese año y 1993 la cantidad de participantes aumento de 4 a 6.
Para 1996 vuelve al formato empleado a fines de la década de los 80`s (play offs de eliminación directa). Los torneos de 1997 y 1999 no se efectúan.
Entre los años 2000 y 2001, y tras una compleja etapa de clasificaciones para disputarla, el equipo ganador se conocía como Chile 3.
Durante gran parte del nuevo siglo el torneo entra en receso, debido a la calendarización de los nuevos torneos de Play-offs y por la utilización de otros sistemas de clasificación.

## Historial
| Año       | Sede             | Ganador              | Segundo              | Tercero              | Cuarto               | Otro                            |
| --------- | ---------------- | -------------------- | -------------------- | -------------------- | -------------------- | ------------------------------- |
| 1974      | Estadio Nacional | Unión Española       | Colo-Colo            | Palestino            | Santiago Wanderers   |                                 |
| 1975      | Varias           | Palestino            | Deportes Concepción  | Huachipato           | Green Cross-Temuco   |                                 |
| 1976      | Estadio Nacional | Universidad de Chile | Palestino            | Unión Española       | Colo-Colo            |                                 |
| 1977      | Estadio Nacional | Palestino            | Everton              | Colo-Colo            | Universidad de Chile |                                 |
| 1978      | Estadio Nacional | O'Higgins            | Unión Española       | Everton              | Cobreloa             |                                 |
| 1979      | Estadio Nacional | O'Higgins            | Universidad de Chile | Unión Española       | Cobreloa             |                                 |
| 1980      | Varias           | Universidad de Chile | Colo-Colo            | O'Higgins            | Deportes Concepción  |                                 |
| 1981      | Estadio Nacional | Cobreloa             | Universidad de Chile | Naval                | Unión Española       |                                 |
| 1982      | Estadio Nacional | Colo-Colo            | Universidad de Chile | Naval                | Magallanes           |                                 |
| 1983      | Estadio Nacional | Magallanes           | Universidad de Chile | Cobreloa             | Universidad Católica |                                 |
| 1984      | No se disputó    | No se disputó        | No se disputó        | No se disputó        | No se disputó        |                                 |
| 1985      | Varias           | Universidad Católica | Rangers              | Everton              | Unión Española       |                                 |
| 1986      | Estadio Nacional | Cobreloa             | Palestino            | Cobresal             | Huachipato           |                                 |
| 1987      | Estadio Nacional | Colo-Colo            | Cobreloa             | Universidad de Chile | Cobresal             |                                 |
| 1988      | Varias           | Colo-Colo            | Deportes Iquique     | Universidad Católica | Deportes La Serena   |                                 |
| 1989      | Varias           | Universidad Católica | Cobreloa             | Cobresal             | Deportes La Serena   |                                 |
| 1990      | Estadio Nacional | Deportes Concepción  | Universidad Católica | O'Higgins            | Unión Española       |                                 |
| 1991      | Estadio Nacional | Universidad Católica | O'Higgins            | Antofagasta          | Deportes Concepción  | Fernández Vial, Cobreloa        |
| 1992      | Varias           | Universidad Católica | Universidad de Chile | Colo-Colo            | Unión Española       | O'Higgins, Antofagasta          |
| 1993      | Varias           | Unión Española       | Universidad de Chile | Deportes Temuco      | Cobreloa             | O'Higgins, Universidad Católica |
| 1994      | Estadio Nacional | Universidad Católica | Cobreloa             | O'Higgins            | Colo-Colo            |                                 |
| 1995      | Estadio Nacional | Universidad Católica | Colo-Colo            | Deportes Temuco      | Cobreloa             |                                 |
| 1996      | Varias           | Universidad Católica | Cobreloa             | Audax Italiano       | Universidad de Chile |                                 |
| 1997      | No se disputó    | No se disputó        | No se disputó        | No se disputó        | No se disputó        |                                 |
| 1998      | Varias           | Universidad Católica | Universidad de Chile | Cobreloa             | Deportes Concepción  |                                 |
| 1999      | No se disputó    | No se disputó        | No se disputó        | No se disputó        | No se disputó        |                                 |
| 2000      | Varias           | Deportes Concepción  | Universidad Católica | Santiago Morning     | Audax Italiano       |                                 |
| 2001      | Varias           | Cobreloa             | Universidad de Chile | Palestino            | Huachipato           |                                 |
| 2002-2009 | No se disputó    | No se disputó        | No se disputó        | No se disputó        | No se disputó        |                                 |
| 2010      | Varias           | Unión Española       | Audax Italiano       | Universidad de Chile | Huachipato           |                                 |
| 2011-2012 | No se disputó    | No se disputó        | No se disputó        | No se disputó        | No se disputó        |                                 |
| 2013      | Varias           | Universidad de Chile | Deportes Iquique     | Universidad Católica | Palestino            |                                 |
| 2014      | Varias           | Palestino            | Santiago Wanderers   | Huachipato           | Unión Española       |                                 |

## Palmarés por equipo[2]
| Club                 | Total | Liguilla                                                                               |
| Universidad Católica | 8     | 1985 (invicto), 1989, 1991, 1992, 1994 (invicto), 1995 (invicto), 1996, 1998 (invicto) |
| Universidad de Chile | 3     | 1976 (invicto), 1980, 2013 (invicto)                                                   |
| Palestino            | 3     | 1975 (invicto), 1977 (invicto), 2014 (invicto)                                         |
| Unión Española       | 3     | 1974 (invicto), 1993, 2010 (invicto)                                                   |
| Cobreloa             | 3     | 1981 (invicto), 1986 (invicto), 2001                                                   |
| Colo-Colo            | 3     | 1982 (invicto), 1987 (invicto), 1988                                                   |
| O'Higgins            | 2     | 1978, 1979 (invicto)                                                                   |
| Deportes Concepción  | 2     | 1990, 2000 (invicto)                                                                   |
| Magallanes           | 1     | 1983                                                                                   |

Nota 1: Universidad Católica ganó además la Definición Pre-Libertadores 1968 a Universidad de Chile.
Nota 2: En 2002, Cobreloa venció a Palestino, en definición por Chile "3"
Nota 3: En 2016, Unión Española venció a O'Higgins, en definición por Chile "4"
Nota 4: En 2017, Universidad de Concepción venció a Unión Española, en definición por Chile "4"

## Participaciones por equipo
| Club                 | Participaciones | Liguilla                                                                                 |
| -------------------- | --------------- | ---------------------------------------------------------------------------------------- |
| Universidad de Chile | 15              | 1976, 1977, 1979, 1980, 1981, 1982, 1983, 1987, 1992, 1993, 1996, 1998, 2001, 2010, 2013 |
| Cobreloa             | 14              | 1978, 1979, 1981, 1983, 1986, 1987, 1989, 1991, 1993, 1994, 1995, 1996, 1998, 2001       |
| Universidad Católica | 14              | 1983, 1985, 1988, 1989, 1990, 1991, 1992, 1993, 1994, 1995, 1996, 1998, 2000, 2013       |
| Unión Española       | 11              | 1974, 1976, 1978, 1979, 1981, 1985, 1990, 1992, 1993, 2010, 2014                         |
| Colo-Colo            | 10              | 1974, 1976, 1977, 1980, 1982, 1987, 1988, 1992, 1994, 1995                               |
| O'Higgins            | 8               | 1978, 1979, 1980, 1990, 1991, 1992, 1993, 1994                                           |
| Palestino            | 8               | 1974, 1975, 1976, 1977, 1986, 2001, 2013, 2014                                           |
| Deportes Concepción  | 6               | 1975, 1980, 1990, 1991, 1998, 2000                                                       |
| Huachipato           | 5               | 1975, 1986, 2001, 2010, 2014                                                             |
| Deportes Temuco      | 3               | 1975, 1993, 1995                                                                         |
| Everton              | 3               | 1977, 1978, 1985                                                                         |
| Cobresal             | 3               | 1986, 1987, 1989                                                                         |
| Audax Italiano       | 3               | 1996, 2000, 2010                                                                         |
| Santiago Wanderers   | 2               | 1974, 2014                                                                               |
| Naval                | 2               | 1981, 1982                                                                               |
| Magallanes           | 2               | 1982, 1983                                                                               |
| Deportes La Serena   | 2               | 1988, 1989                                                                               |
| Deportes Iquique     | 2               | 1988, 2013                                                                               |
| Deportes Antofagasta | 2               | 1991, 1992                                                                               |
| Rangers              | 1               | 1985                                                                                     |
| Fernández Vial       | 1               | 1991                                                                                     |
| Santiago Morning     | 1               | 2000                                                                                     |